# جان-كلود فلوري
جان-كلود فلوري هو سياسي فرنسي، ولد في 7 مارس 1966 في فالانس في فرنسا. نشط حزبياً في الاتحاد من أجل حركة شعبية والتجمع من أجل الجمهورية.

## مناصب
- انتخب  خلال فترته النيابية ‏ (18 مايو 2020 – ).
- انتخب Mayor of Vals-les-Bains ‏ خلال فترته النيابية ‏ (25 مايو 2020 – ).
- انتخب  خلال فترته النيابية ‏ (23 مارس 2014 – 17 مايو 2020).
- انتخب  لترشحه ضمن قائمة فالس ليه بينس، خلال فترته النيابية ‏ (2017 – ).
- انتخب regional councillor of Auvergne-Rhône-Alpes ‏ عن دائرة الأرديش وقد انضم خلال فترته النيابية ‏ (2016 – ) للكتلة البرلمانية .
- انتخب Mayor of Vals-les-Bains ‏ خلال فترته النيابية ‏ (2 أكتوبر 1993 – 24 مايو 2020).
- انتخب نائب فرنسي عن دائرة Ardèche's 3rd constituency [الإنجليزية]‏ خلال فترته النيابية [الإنجليزية]‏ (20 يونيو 2007 – 19 يونيو 2012).
- انتخب نائب برلماني [الإنجليزية]‏ عن دائرة Ardèche's 3rd constituency [الإنجليزية]‏ خلال فترته النيابية  [لغات أخرى]‏ (19 يونيو 2002 – 19 يونيو 2007).

## وصلات خارجية
- الموقع الرسمي